# Béla Korény
Béla Korény (* 1. Juli 1946) ist ein österreichischer Pianist, Komponist und Konzertveranstalter ungarischer Herkunft.
Korény wuchs in dem ungarischen Dorf Csepreg auf. Später lebte die Familie in Budapest, wo der Vater den Unterhalt als Musiker in Tanzlokalen verdiente. An der staatlichen Musikschule wurde Korény wegen mangelnder Begabung abgelehnt, stattdessen gab ihm ein Nachbar, György Cziffra, Klavierunterricht. 1956 floh die Familie nach Österreich.
In Wien studierte Korény am Konservatorium bei Hans Bohnenstingl Klavier, dann an der Hochschule für Musik und darstellende Kunst Komposition bei Alfred Uhl. Seinen Plan, klassischer Pianist zu werden, gab er auf, nachdem er Friedrich Gulda Jazz spielen gehört hatte. Er komponierte für mehrere Produktionen Filmmusiken und zog mehrere Jahre mit seiner Familie und verschiedenen Bands durch ganz Europa.
In den 1980er Jahren kehrte er nach Wien zurück und gründete mit seiner Frau die Broadway Bar, in der laut seiner Auskunft acht Gäste bequem, und wenn man zusammenrückte, 80 bis 90 Gäste Plätz fanden. Dort bot er seinen Gästen teils fest organisierte, teils improvisierte Programme mit Klassik, Jazz und Weltmusik. Zu den Künstlern, die hier auftraten, zählten Udo Jürgens, Mercedes Echerer und Cornelius Obonya. Julian Rachlin und Gerhard Bronner, Billy Joel, Mischa Maisky und Leonard Bernstein, Michel Piccoli, Isabelle Huppert, Roger Moore, Kiefer Sutherland und Helmut Qualtinger. 2007 musste er die Broadway Bar wegen Mietproblemen schließen.
Danach wirkte er als Intendant in Spitz und Dürnstein in der Wachau, wo er u. a. Angelika Kirchschlager für Auftritte gewann. Er stand selbst im Theater in der Josefstadt, am Akademietheater und bei den Festspielen Reichenau auf der Bühne, organisierte an verschiedenen Wiener Spielstätten Programme zu Georg Kreisler oder Gerhard Bronner (mit Konstanze Breitebner bzw. Timna Brauer und Wolf Bachofner), einen Anton-Kuh-Abend mit Stephan Paryla und ein englisches Programm mit Katharina Stemberger (Wieviel ist das in Schuhen?) und führte eigene Kompositionen mit den Wiener Virtuosen auf.

## Weblink
- Homepage von Bela Koreny